# Centrale bijna-open klinker
De centrale bijna-open klinker is een klinker waarvan de articulatie de volgende kenmerken bezit:
- Het is een bijna-open klinker, wat betekent dat de positie van de tong zeer dicht bij die van een open klinker is maar dan iets meer gespannen.
- Het is een centrale klinker, wat betekent dat de tong zich halverweg de articulatie van een open en die van een gesloten klinker bevindt.
- Het is een ongeronde klinker.

In het Internationaal Fonetisch Alfabet wordt deze klinker geschreven als ɐ. Het overeenkomende X-SAMPA-symbool is 6. Indien gewenst wordt de centrale bijna-open klinker klinker onderscheiden van de geronde centrale open-mid klinker door deze laatste klinker te schrijven als [ɜ̞] en de centrale bijna-open klinker als [ɞ̞].

## Voorbeelden
- Bulgaars: ъ: въ́здух ['vɐzdux]?, (lucht)
- Duits: der [deːɐ]?, Tier [tiːɐ]?, Kinder ['kɪndɐ]? (de, dier, kind)